# Friedrich von Matthisson
Friedrich von Matthisson, né à Hohendodeleben, près de Magdebourg, le 23 janvier 1761 et mort à Wörlitz, près de Dessau-Roßlau, 12 mars 1831 est un poète allemand.

## Biographie
Fils du pasteur de son village, il étudie la théologie, la philologie et la littérature à l'université de Halle et est nommé professeur au séminaire Philanthropique (Philanthropinum) de Dessau en 1781. Toutefois, le séminaire voit sa popularité décroître et Matthisson est trop heureux d'accepter une invitation pour vivre à l'étranger. Ainsi part-il pour la Suisse, en 1784, et vit deux années chez son ami Charles Victor de Bonstetten à Nyon, au bord du Lac Léman.
Lecteur pour la princesse Louise d'Anhalt en 1794, il passe au service du roi de Wurtemberg en 1812, est anobli, nommé intendant du théâtre de la Cour et bibliothécaire en chef de la bibliothèque royale de Stuttgart.
Il se retire en 1828 à Wörlitz où il meurt en mars 1831.
Matthisson connaît de son vivant un certain succès, notamment grâce au recueil de poèmes Gedichte (1787) que Schiller loue avec outrance pour leur douceur mélancolique et la beauté de leurs descriptions. Beethoven (Adélaïde, opus 46, 1796) et Schubert ont mis en musique plusieurs de ses poèmes. Ses mémoires (Erinnerungen, 1810 - 1816) comportent d'intéressants descriptions sur ses voyages.

## Œuvres
Parmi ses œuvres les plus connues :
- Gedichte (Breslau, 1787)
- Schriften (Zurich, 1825-1829), 8 volumes
- Erinnerungen (Zurich, 1810-1816), 5 volumes